# God's Gift to Women
Pour plus de détails, voir Fiche technique et Distribution.
God's Gift to Women est un film américain réalisé par Michael Curtiz, sorti en 1931.

## Synopsis
Toto Duryea est le descendant de Don Juan, qui afin de gagner les faveurs d'une jeune femme dont le père réprouve son mode de vie, jure d’arrêter de mener une vie de filouterie.

## Fiche technique
- Titre : God's Gift to Women
- Réalisation : Michael Curtiz
- Scénario : Joseph Jackson et Raymond Griffith d'après la pièce The Devil Was Sick de Jane Hinton
- Photographie : Robert Kurrle
- Musique : David Mendoza
- Pays de production : États-Unis
- Format : Noir et blanc
- Genre : romance
- Date de sortie : 1931

## Distribution
- Frank Fay : Toto Duryea
- Laura La Plante : Diane Churchill
- Joan Blondell : Fifi
- Charles Winninger : John Churchill
- Alan Mowbray : Auguste
- Yola d'Avril : Dagmar
- Louise Brooks : Florine
- Margaret Livingston : Tania Donaliff
- Armand Kaliz : M. Rancour
- Charles Judels : Undertaker
- Billy House : M. Cesare
- Arthur Edmund Carewe : Dr Louis Dumont
- Parmi les acteurs non crédités :
- Ethlyne Clair : Yvonne
- Alphonse Martell : Alphonse
- Nina Quartero : Suzanne